# Церковь Святого Станислава (Желехув)
Церковь Святого Станислава (пол. Kościół św. Stanisława) — небольшой храм в городе Желехув в стиле барокко, расположенный в нескольких сотнях метров от ближайших городских строений, недалеко от дороги к Закшувеку. Это старейший рукотворный памятник Желехува, сохранившийся почти в неизменном виде.

## История
Часовня в этом месте существовала до постройки действующей церкви. Расположенная там икона славилось многочисленными чудесами, в том числе во время Северной войны и чумы в 1702 году. Строительство новой церкви началось в 1740 году по заказу Вацлава Ржевуского, тогдашнего градоначальника Желехува. Закончилось строительство год спустя. Ржевуский пожертвовал 6000 злотых для возведения церкви и выделил землю размером 100 на 120 саженей. Храм был освящен в 1754 году епископом Анджеем Залуским. Первоначально на современном месте церкви располагалась отдельная пребенда. Священник жил в церкви и проводил мессу каждый день. После смерти последнего пребендария в 1798 году священник прихода Желехува позаботился о церкви. В 1812 году она была полностью включена в городской приход. Церковь претерпела реконструкцию в 1836, 1853, 1884, 1914, 1918 годы. В 1960 году здание было занесено в список памятников исторического наследия. Каждый год, 8 мая, здесь проходят церемониальные массы.

## Здание
Здание имеет слегка волнистый фасад. Размер: 16 на 10 метров. Пресвитерия уже, чем неф, отделана с трех сторон. Церковные ворота сделаны из дерева и усеяны гвоздями. Есть хор, поддерживаемый двумя колоннами. В церкви имеется колонна свода, отделанный потолок в пресвитерии, двускатная крыша над трехстворчатой пресвитерией, покрытая цинковым листом, ранее над нефом была покрыта черепицей. В крыше есть башенка со шпилем, заканчивающаяся шатровым обелиском.
В церкви есть:
- высокий алтарь раннего барокко примерно середины XVII века, привезенный из приходской церкви в Борове со скульптурами неизвестных святых,
- кафедра середины XIX века,
- исповедальня первой половины XIX века,
- икона Святого Николая 1834 года и Святого Юзефа Ремесленника 1849 года, на алтаре XVII века изображен Святой Станислав (отреставрирован в 1918 году),
- два барочных распятия XVII и XVIII веков, сильно повреждены,
- шесть деревянных подсвечников второй половины XVIII века.

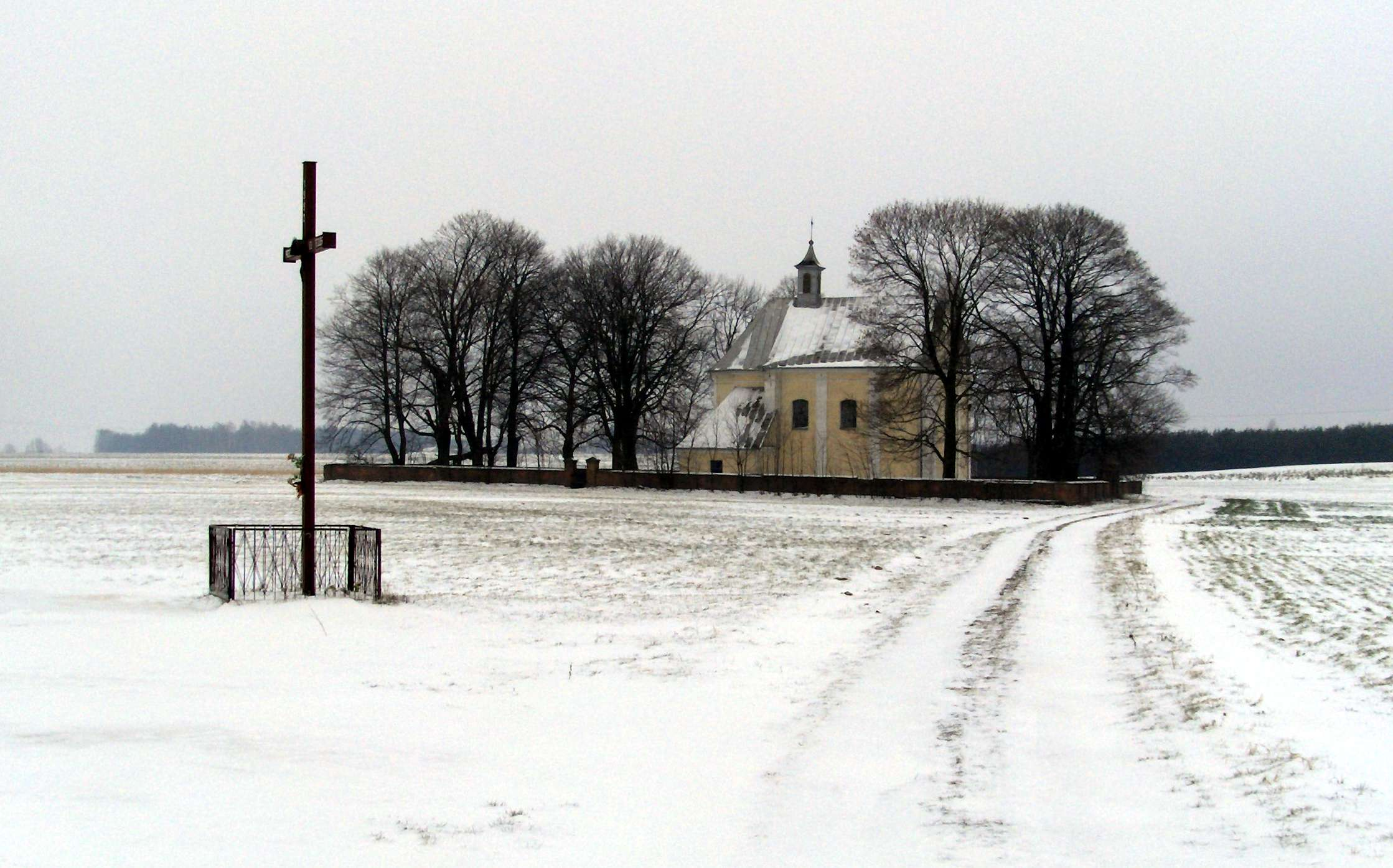
Церковь в зимнем пейзаже

## Интересные факты
- Это место славилось многочисленными чудесами.
- Станислав Понятовский, отец короля Станислава Августа Понятовского, подарил церкви два кубка и монстранцию.

Церковь летом